# Monte Carasso
Monte Carasso is een plaats en voormalige gemeente in het Zwitserse kanton Ticino en maakt deel uit van het district Bellinzona.
Monte Carasso telt 2.405 inwoners.
Camorino · Claro · Giubiasco · Gnosca · Gorduno · Gudo · Moleno · Monte Carasso · Pianezzo · Preonzo · Sant'Antonio · Sementina
- Bibliothèque nationale de France: cb14423960w (data)
- Gemeinsame Normdatei: 4371332-4
- Historisch woordenboek van Zwitserland: 002041
- Library of Congress Control Number: n96076749
- Nationale Bibliotheek van Israël: 987007531118105171
- Virtual International Authority File: 124503242
- WorldCat: E39PBJgCQrCppymPFrYHK3PvpP